# The Midnight
The Midnight – zespół tworzący muzykę elektroniczną, synthwave. The Midnight składa się z amerykańskiego wokalisty i autora tekstów Tylera Lyle oraz duńskiego kompozytora Tima McEwana. Muzyka zespołu charakteryzuje się nowoczesnym brzmieniem, które nawiązuje do utworów lat 80.

## Historia
The Midnight powstał w 2012 roku w Los Angeles.  W 2014 zespół wydał mini album pod tytułem Days of Thunder, który zawierał 6 utworów. W sierpniu 2016 roku ukazał się ich pierwszy pełnowymiarowy album Endless Summer, został wyraźnie zauważony na scenie synthwave.
W 2017 r. wyszedł  krążek Nocturnal, który osiągnął spory sukces. Był nawet notowany na 17 miejscu listy Billboard Dance charts. Na płycie znalazł się utwór River of Darkness, w którym gościnnie wystąpił doskonale znany na rynku synthwave Timecop1983.
The Midnight wystąpił po raz pierwszy publicznie w Globe Theater na Broadwayu w 2017r.

## Dyskografia

### Albumy[6]
- Days of Thunder (lipiec 2014)
- Endless Summer (sierpień 2016)
- The Midnight Remixed (sierpień 2017)
- Nocturnal (październik 2017)
- Kids (wrzesień 2018)
- Monsters (czerwiec 2020)
- Heroes (wrzesień 2022)

### Single[6]
- Sunset (maj 2016)
- Vampires (czerwiec 2016)
- Sunset (sierpień 2017)
- Crystalline (wrzesień 2017)
- America Online (maj 2019)
- Deep Blue (maj 2020)
- Dance With Somebody (czerwiec 2020)
- Prom Night (czerwiec 2020)
- Cold Pizza (luty 2021)